# Christen Press
Christen Annemarie Press (Los Angeles (Californië), 29 december 1988) is een Amerikaans voetbalster die bij voorkeur als spits speelt. Ze verruilde in 2014 Tyresö FF voor Chicago Red Stars. Press debuteerde op 9 februari 2013 in het Amerikaans voetbalelftal, in een vriendschappelijke wedstrijd tegen Schotland. In deze wedstrijd heeft ze twee keer gescoord. Na de wedstrijd werd ze uitgeroepen tot 'Budweiser Player of the Match'.

## Clubcarrière
| Jaar        | Club                    |
| ----------- | ----------------------- |
| 2009 - 2010 | Pali Blues              |
| 2011        | magicJack               |
| 2012        | Kopparbergs/Göteborg FC |
| 2013-2014   | Tyresö FF               |
| 2014-2017   | Chicago Red Stars       |
| 2018        | Kopparbergs/Göteborg FC |
| 2018-       | Utah Royals F.C.        |